# Живојин Симић
Живојин Симић (1896, Недељице код Лознице, Краљевина Србија – 1979, Београд, СФР Југославија) био је преводилац са енглеског језика на српски, есејиста и лексикограф.

## Биографија
Школовао се у родном селу, Лозници и Београду, а после повлачења преко Албаније у Првом светском рату наставио школовање у Енглеској, где је на Филозофском факултету у Бангору (Велс) дипломирао 1922. По повратку у домовину био је, према сопственом казивању, у државној служби само један једини дан. Бавио се искључиво превођењем и лексикографским радом. После Другог светског рата био је у служби нешто више од једне године (1945–1946) као референт за енглеску штампу у ТАНЈУГ-у и тадашњем Министарству за информације. Развио је успешну, плодну и свестрану преводилачку активност. Пензионисан као књижевни преводилац 1958.

## Преводилачки рад
Прву преведену књигу, научно-популарно дело Џ. Х. Џинса Звезде и њихова кружења, објавио 1932. Затим је превео Фрејзерову Златну грану 1937, Орканске висове Емили Бронте 1940. итд. Касније бирао и преводио значајна и велика дела: Велика очекивања Чарлса Дикенса 1950, Америчка трагедија Теодора Драјзера 1950, Гордост и предрасуда Џејн Остин 1964, Златно руно Роберта Грејвса (са Боривојем Недићем) 1966. и многа друга. Са Светомиром Ристићем припремио је велики Енциклопедијски речник енглеско-српскохрватског језика у два тома (1957) и скраћени Енглеско-српскохрватски речник (1959). За време рата је, са песником Симом Пандуровићем (који је у овом подухвату био задужен за версификацију), почео да преводи Шекспира. Превели су заједно укупно 20 Шекспирових дела (по реду првог објављивања): Хенри IV, први и други део (1952), Ричард II (1953), Краљ Лир, Магбет и Хамлет (1955); Тит Андроник, Ромео и Јулија, Јулије Цезар, Троил и Кресида, Отело, Антоније и Клеопатра, Кориолан, Тимон Атињанин, Перикле и Симбелин (1957); Бура (1962), Забуне, Ричард III и Укроћена злоћа (1963). У прво издање Целокупних дела В. Шекспира (1963) ушли су сви ови преводи осим Ромеа и Јулије и Јулија Цезара. Само Хамлет је у школској литератури и другим едицијама често прештампаван (некада и два пута годишње). У поменуто прво издање Шекспирових дела ушла су још два Симићева превода Шекспира: Два витеза из Вероне и Хенри V (у сарадњи са песником Трифуном Ђукићем), а у треће издање (1978) и Сонети (у препеву песника Стевана Раичковића). Са Симом Пандуровићем је 1959. објавио избор Енглеске ренесансне трагедије, у који су ушла четири капитална дела: Шпанска трагедија Томаса Кида, Фауст Кристофера Марлоа, Војвоткиња од Малфија Џона Вебстера и Штета што је блудница Џона Форда. Један од иницијатора, организатора и преводилаца првог издања целокупних Шекспирових дела у Југославији.
Један је од оснивача Удружења књижевних преводилаца Србије и његов први председник (1951–1953), као и један од оснивача Савеза књижевних преводилаца Југославије и опет први председник ове организације (1953–1955), док је на оснивачком конгресу Међународне федерације преводилаца 1952. у Паризу изабран за потпредседника и на тој дужности остао до 1954. Највише захваљујући његовом залагању – преводиоцима у нашој земљи признат је статус уметника.